# Rhinodictya belone
Rhinodictya belone är en insektsart som beskrevs av Ronald Gordon Fennah 1950. Rhinodictya belone ingår i släktet Rhinodictya och familjen Tropiduchidae. Inga underarter finns listade i Catalogue of Life.